# Titels van de Belgische koninklijke familie
De titels van de Belgische koninklijke familie zijn de diverse adellijke titels die in de Belgische koninklijke familie gevoerd worden of gevoerd werden. Sommige titels zijn specifiek aan bepaalde familieleden, zoals bijvoorbeeld aan de kinderen van de regerende Koning der Belgen.
In dit artikel zullen de titels steeds in hun mannelijke vorm beschreven worden, desalniettemin kunnen deze ook door vrouwen gevoerd worden. Zeker sinds koning Boudewijn I van België in 1991 de Salische Wet afgeschafte door middel van een Koninklijk Besluit. Hierdoor hebben mannelijke leden van de koninklijke familie geen voorrang meer op vrouwelijke leden in de opvolging.

## Belgische koninklijke titels

### Prins van België
De titel prins van België (Frans: Prince de Belgique; Duits: Prinz von Belgien), of zijn vrouwelijk vorm prinses van België (Frans: Princesse de Belgique; Duits: Prinzessin von Belgien), wordt verleend aan de wettige nakomelingen van koning Leopold I van België, de eerste koning der Belgen. De eerste dragers van deze titels waren de kinderen van Leopold I, maar pas onder Leopold II, de zoon van Leopold I, kwam er een Koninklijk Besluit dat de titel prins van België definieerde. Dit koninklijke besluit kwam er op 14 maart 1891 en werd een dag later gepubliceerd in het Belgisch Staatsblad. Dit gebeurde alleen in het Frans, zoals toen gebruikelijk was.
Art. 1er. Dans les actes publics et privés qui les concernent, les princes et les princesses issus de la descendance masculine et directe de feu Sa Majesté Léopold Ier, seront qualifiés de princes et princesses de Belgique, à la suite de leurs prénoms et avant la mention de leur titre originaire de duc ou duchesse de Saxe.
Les princesses unies par mariage aux princes de notre maison royale seront qualifiées de la même manière à la suite des noms et titres qui leur sont propres.
Wat (vrij) vertaald wordt als:
Art. 1. In de publieke en private akten die gaan over de prinsen en prinsessen voortkomende uit de directe mannelijke nakomelingen van wijlen Zijne Majesteit Leopold I. Deze zijn gerechtigd de titel prins of prinses van België te dragen, volgende op hun voornamen en voor de vermelding van hun originele titels als hertog of hertogin van Saksen.
De prinsessen gehuwd met prinsen uit ons koninklijk huis hebben ook het recht deze titels te dragen op dezelfde manier zoals het voor hen hoort.
Honderd jaar later voorzag het Koninklijk Besluit van 2 december 1991 een nieuwe regeling, zonder daarbij aan het titelrecht te komen van hen die onder de toepassing van het oude besluit vielen. De nieuwe regeling zorgt ervoor dat de titel prins of prinses van België alleen toebehoort aan de rechtstreekse afstammeling van Albert II, toen nog prins van Luik. Daarmee ontzegt het Koninklijk Besluit de titel aan andere nakomelingen van Leopold I, maar heft wel de Salische Wet op door de titel te verlenen aan zowel mannelijke als vrouwelijke afstammelingen in rechte lijn van de toen nog prins Albert van België. Dit Koninklijk Besluit werd op 5 december 1991 gepubliceerd.
Een tweede zaak die dit koninklijke besluit veranderde was dat de titel niet meer automatisch verleend werd aan iemand die lid werd van het koninklijk huis door huwelijk. Voortaan kan hen de titel enkel verleend worden met toepassing van artikel 113 van de Grondwet, de welke gaat over het prerogatief adeldom, en door middel van een bijzonder Koninklijk Besluit. Deze werden inmiddels uitgevaardigd voor alle drie de schoonkinderen van koning Albert II.
Afgezien van het prestige is aan de titel geen enkel voorrecht verbonden. Zijn dragers worden geacht namens het staatshoofd representatieve taken te vervullen en komen door lidmaatschap van de koninklijke familie nooit in aanmerking voor het ministerschap of het ambt van staatssecretaris, zoals beschreven in artikel 98 van de Grondwet.

### Koning der Belgen
De titel koning der Belgen (Frans: Roi des Belges; Duits: König der Belgier) is de vorstelijke titel die het staatshoofd van België draagt. Het is een soms gemaakte vergissing dat er een koning van België is, net zoals er prinsen van België zijn. De koning is de koning der Belgen omdat de kroon van België aangeboden werd door het volk en niet door de staat. De koning der Belgen wordt koning bij de gratie van zijn landgenoten, niet door de gratie Gods. De koning staat daarom niet boven de Belgen en spreekt daarom over de Belgen als landgenoten in plaats van onderdanen. De koning der Belgen neemt de troon in bezit nadat hij de Belgen heeft beloofd dat hij de onafhankelijkheid zal handhaven. Deze troon is van de Belgen en niet van de koning in persoon, hij mag de troon gebruiken van de Belgen in ruil voor zijn eed. De koning moet aan zijn landgenoten, vertegenwoordigd in het parlement, verantwoording afleggen. De macht is namelijk van het volk en niet omgekeerd.

## Belgische dynastieke titels

### Huidige dynastieke titels

#### Hertog van Brabant

Wapens van Brabant

De titel van hertog van Brabant (Frans: Duc de Brabant; Duits: Herzog von Brabant) werd als individuele dynastieke titel ingevoerd bij een Koninklijk Besluit van 16 december 1840. Aldus werd een tussenoplossing gevonden voor het gebrek aan Belgische titulatuur voor de nakomelingen van de koning. Deze historische titel was tot 1795 rechtskrachtig in de Zuidelijke Nederlanden en behoorden toe aan de aartshertog van Oostenrijk.
De titel van hertog van Brabant werd dynastiek voorbehouden voor de oudste zoon en troonopvolger van de vorst, in navolging van buitenlandse voorbeelden, zoals de prince of Wales of de dauphin de France.
Art 1er. Notre fils bien-aimé le prince Léopold-Louis-Philippe-Marie-Victor prendra le titre de Duc de Brabant. Ce titre sera toujours à l'avenir, porté par le prince fils aîné du roi, et, à son défaut, par le prince petit-fils aîné du roi.
Wat (vrij) vertaald wordt als:
Art. 1. Onze geliefde zoon, prins Leopold Lodewijk Filips Maria Victor, neemt de titel van hertog van Brabant aan. Deze titel zal steeds gedragen worden door de oudste zoon van de koning, of in gebrek hieraan, door de oudste kleinzoon van de koning.

#### Graaf van Vlaanderen

Wapen van Vlaanderen

Tezamen met de titel van hertog van Brabant werd ook de titel graaf van Vlaanderen (Frans: Comte de Flandre; Duits: Graf von Flandern) ingevoerd bij een Koninklijk Besluit van 16 december 1840. Deze titel werd individueel voorbehouden voor de tweede oudste zoon van de koning der Belgen. Individueel, dus de titel was persoonsgebonden.
Art. 2. Notre fils bien-aimé le prince Philippe-Eugène-Ferdinand-Marie-Clément-Baudouin-Léopold-Georges prendra le titre de comte de Flandre.
Wat (vrij) vertaald wordt als:
Art. 2. Onze geliefde zoon, prins Filips Eugenius Ferdinand Maria Clemens Boudewijn Leopold George neemt de titel van graaf van Vlaanderen aan.
Na het overlijden van prins Karel, graaf van Vlaanderen, in 1983 werd de titel niet meer toegekend. Nadat prins Albert de troon besteeg en koning Albert II werd bestond de mogelijkheid, aangezien er sinds 1991 geen onderscheid meer werd gemaakt in de opvolging tussen man en vrouw, dat prinses Astrid, als tweede oudste kind van de vorst, de titel van gravin van Vlaanderen zou verkrijgen. Dit gebeurde echter niet en op 16 oktober 2001 werd de titel bij Koninklijk Besluit afgeschaft.

#### Graaf van Henegouwen

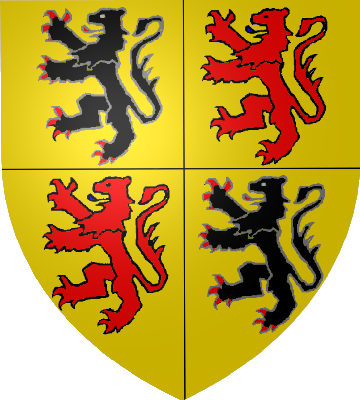
Wapen van Henegouwen

Toen in 1859 de troonopvolger, Leopold, die de latere Leopold II zou worden, een zoon kreeg, ook genaamd Leopold, had dit kind geen eigen, Belgische titel of naam. Om hieraan te remediëren werd bij Koninklijk Besluit van 12 juni 1859 een nieuwe dynastieke titel gecreëerd met historische precedentwerking, graaf van Henegouwen (Frans: Comte de Hainaut; Duits: Graf von Hennegau), die werd toegekend aan de oudste zoon van de troonopvolger, een kleinzoon van de koning.
Art. 1er. Notre petit-fils bien-aimé, le prince Léopold-Ferdinand-Eli-Victor-Albert-Marie portera le titre de comte de Hainaut.
Wat (vrij) vertaald wordt als:
Art. 1. Onze geliefde kleinzoon, prins Leopold Ferdinand Elias Victor Albert Maria, zal de titel van graaf van Henegouwen dragen.
Toen in 2001 prinses Elisabeth geboren werd, de dochter van koning Filip, werd verwacht dat zij als oudste kind van de kroonprins, de hertog van Brabant, de titel gravin van Henegouwen zou krijgen. In tegenstelling tot de verwachtingen werd de titel kort hierna afgeschaft, net zoals de titel van graaf van Vlaanderen, bij Koninklijk Besluit van 16 oktober 2001.

#### Prins van Luik

Wapen van prinsdom Luik (Provincie Luik draagt verschillende wapens, met dezelfde velden anders geplaatst). Thans (krachtens Koninklijk Besluit van 12 juli 2019) draagt de afgetredene koning Albert II de Belgische wapens (dezelfde als die van Brabant, zie hierboven) met daarop en lambel van keel.

In 1934 werd de individuele titel van prins van Luik (Frans: Prince de Liège; Duits: Prinz von Lüttich) gecreëerd bij Koninklijk Besluit van 7 juni 1934 door Leopold III van België ten voordele van zijn tweede oudste zoon, prins Albert, later koning Albert II van België. Tot op heden werd deze titel slechts eenmaal vergeven, namelijk aan prins Albert, de twee oudste zoon van de koning. Koning Albert draagt tot op heden nog steeds de titel prins van Luik, een titel die individueel aan hem verbonden is en dus niet zal worden doorgegeven aan zijn nakomelingen na zijn dood.
Art. 1er. Notre Fils bien aimé, le Prince Albert-Félix-Humbert-Théodore-Christian-Eugène-Marie, portera le titre de Prince de Liége. Ce titre précédera celui de Prince de Belgique.
Wat (vrij) vertaald wordt als:
Art. 1. Onze geliefde zoon, prins Albert Felix Humbert Theodoor Christiaan Eugène Marie, zal de titel van prins van Luik dragen. Deze titel zal die van prins van België voorafgaan.
De titel is een seculiere versie van de kerkelijke titel prins-bisschop van Luik en verwijst dus naar het historische prinsbisdom Luik.

### Voormalige dynastieke titels
Deze titels zijn titels die verbonden zijn aan het oorspronkelijke Duitse huis waarvan de Belgische koninklijke familie afstamt, het huis Saksen-Coburg en Gotha. Ze worden niet meer gedragen sinds de Eerste Wereldoorlog. Koning Albert I besloot in 1921 de banden die het koningshuis nog met Duitsland bonden te schrappen, na de wandaden van de Duitse troepen gepleegd in België gedurende de Eerste Wereldoorlog. Het wapen van Saksen verdween uit de wapenschilden van de koninklijke familie, de familienaam van Saksen-Coburg en Gotha werd veranderd in van België en de titels hertog en hertogin van Saksen en prins en prinses van Saksen-Coburg-Gotha werden niet meer gedragen. Dit gebeurde allemaal zonder officiële aankondiging, hierdoor bestaan er nog vele misverstanden.
Desondanks het feit dat de titels niet meer gedragen worden hebben alle directe mannelijke en vrouwelijke afstammelingen, voortkomende een mannelijke afstammeling van koning Leopold I van België, recht op het dragen van de (Duitse) titels.

#### Hertog van Saksen

Wapen van Saksen

Hertog van Saksen (Frans: Duc de Saxe; Duits: Herzog von Sachsen) is een titel die gedragen werd door de leden van het huis Wettin. De mannelijke rechtmatige dragers van deze titel waren opvolgers voor de diverse Saksische hertogdommen die het huis telde. Alle directe mannelijke en vrouwelijke afstammelingen van een mannelijke afstammeling van Frederik I van Saksen, de eerste heerser vanuit het huis Wettin die heerste over het keurvorstendom Saksen. Zodoende ook de nakomelingen van de eerste koning der Belgen, Leopold I. De titel is dus erfelijk, maar gebonden aan de Salische Wet, die werd toegepast in het historische keurvorstendom, en later koninkrijk, Saksen.
De titel werd niet meer gedragen sinds de Eerste Wereldoorlog, toen besloot koning Albert I, namens het gehele Belgische koningshuis om de titel niet meer te dragen. Dit gebeurde omwille van de wandaden van de Duitse troepen gepleegd in België gedurende de Eerste Wereldoorlog. Ook het wapen van Saksen werd uit het wapenschild van de koning verwijderd.
Hoewel de titel niet meer gedragen wordt hebben de leden van het Belgische koningshuis die voldoen aan de Salische voorwaarden nog steeds het recht om de titel te dragen. Zeker aangezien de titel niet werd verworpen bij Koninklijk Besluit, maar werd afgeraden door koning Albert I.

#### Prins van Saksen-Coburg en Gotha
Prins van Saksen-Coburg en Gotha (Frans: Prince de Saxe-Cobourg et Gotha; Duits: Prinz von Sachsen-Coburg und Gotha) is een titel die gedragen werd door de leden van het huis Saksen-Coburg en Gotha. Dit huis ontstond uit het huis Saksen-Coburg-Saalfeld, dat na enkele interne grondgebiedswisselingen werd hernoemd als het huis Saken-Coburg en Gotha. De eerste Belgische koning, Leopold I van België, was een zoon van Frans van Saksen-Coburg-Saalfeld en droeg daarom oorspronkelijk de titel prins van Saksen-Coburg-Saalfeld. Nadat zijn broer, na het overlijden van zijn vader, hertog van Saksen-Coburg-Saalfeld werd veranderde de naam in Saksen-Coburg en Gotha, door de interne herverdeling van de vele Saksische deelstaten. Alle directe mannelijke en vrouwelijke afstammelingen van een mannelijke afstammeling van het huis hadden dus recht op het dragen van deze titel. Deze titels werd steevast gedragen tezamen met de andere titel die verbonden was met het huis, hertog van Saksen.
Net zoals de titel hertog van Saksen werd ook de titel prins van Saksen-Coburg en Gotha niet meer gedragen sinds de Eerste Wereldoorlog. Desondanks is de titel nog steeds geldig voor ieder lid van de koninklijke familie die voldoet aan de Salische voorwaarden.

## Overige
Deze sectie omvat veeleer officieuze titels die door koningen der Belgen verleend werden aan minnaressen en buitenechtelijke kinderen.

### Prins van Retie
Prins van Retie (Frans: Prince de Réthy; Duits: Prinz von Réthy) is een dynastieke titel die aan de aan tweede vrouw van koning Leopold III, Lilian Baels, werd verleend. De titel verwijst naar de Antwerpse gemeente Retie. In het Frans schrijft men nu ook Retie voor de gemeente, maar voor de titel gebruikt men soms nog een de oude schrijfwijze Rethy of Réthy. Na het overlijden van Lilian Baels, prinses van Retie, in 2002 werd besloten deze titel niet meer opnieuw toe te kennen.
Conformément au vœu de mon épouse, que celle-ci renonce aux titre et rang de Reine... M'étant unie légalement, mon épouse peut en vertu de la législation actuelle porter le qualificatif d'Altesse Royale, de même que les titres et noms de Princesse de Belgique, Duchesse de Saxe et Princesse de Saxe-Coboug-Gotha.
Néanmoins, mon désir est que le titre et le nom de Princesse de Réthy soient conférés à mon épouse. Et mon intention est, à ce moment, d'ajouter à nos titres et noms personnels celui de Prince de Réthy, nom d'une terre familiale belge... La descendance éventuelle de mon second mariage a légalement droit aux qualificatifs, titres et noms de leur père, c'est-à-dire Altesse Royale, Prince et Princesse de Belgique, Duc et Duchesse de Saxe, Prince et Princesse de Saxe-Cobourg-Gotha, qu'elle portera. Dès que ma liberté de Souverain me sera rendue, je demanderai au Gouvernement de l'époque de réaliser légalement mes intentions.
Wat (vrij) vertaald wordt als:
Conform de wens van mijn echtgenote, die afstand doet van de titel en rang van koningin... Door mijn legale verbintenis met haar mag mijn echtgenote het predicaat Koninklijke Hoogheid dragen, alsook de titels prinses van België, hertogin van Saksen en prinses van Saksen-Coburg-Gotha.
Desalniettemin is het mijn wens dat de titel prinses van Retie aan mijn echtgenote wordt verleend. En mijn bedoeling is, op dit moment, om aan onze titels de titel prins van Retie toe te voegen, de naam van een familiale Belgische grond... De eventuele afstamming van mijn tweede huwelijk heeft ook recht op de predicaten en titels van hun vader, hiermee bedoel ik: Koninklijke Hoogheid, prins en prinses van België, hertog en hertogin van Saksen, prins en prinses van Saksen-Coburg-Gotha. Omdat mijn vrijheid mij als soeverein beperkt vraag ik aan de regering van het land om mijn wensen te officialiseren.
Deze titel is dus in feite officieus, aangezien er nooit een Koninklijk Besluit gepubliceerd werd waarin hij verleend werd.

### Hertog van Tervuren
Hertog van Tervuren (Frans: Duc de Tervuren; Duits: Herzog von Tervuren) is een titel die verleend werd aan Lucien Durrieux, een buitenechtelijke zoon van Leopold II met Blanche Delacroix, een prostituee. Koning Leopold II's zoon uit zijn huwelijk was vroeg gestorven en pogingen om een tweede zoon te verwekken hadden gefaald. Daarom was hij ook verheugd met de geboorte van een zoon, maar deze was een buitenechtelijk kind en kon dus geen aanspraak maken op de troon.
De verwijzing naar Tervuren in de titel heeft te maken met de bouw van het Koninklijk Museum voor Midden-Afrika dat Leopold II in Tervuren liet bouwen nadat hij Congo als kolonie wist te verwerven.
Het is niet duidelijk of deze titel erfelijk was, maar aangezien Lucien Durrieux kinderloos stierf in 1984 heeft dit dus geen gevolgen. De titel werd hierna niet meer verleend of gebruikt.

### Graaf van Ravenstein
Graaf van Ravenstein (Frans: Comte de Ravenstein; Duits: Graf von Ravenstein) is een titel die verleend werd aan Philippe Durrieux, de tweede buitenechtelijke zoon van Leopold II met Blanche Delacroix. Hij was de jongere broer van Lucien Durrieux, hertog van Tervuren. Net als zijn broer kwam hij, als buitenechtelijk kind, niet voor in de lijn van de Belgische troonopvolging en kreeg hij dus ook niet de titel prins van België.
Net zoals bij zijn oudere broer is het onduidelijk of deze titel erfelijk was, maar doordat Philippe Durrieux in 1914 op 13-jarige leeftijd stierf zal dit geen gevolgen hebben. Ook deze titel worden niet meer gedragen of verleend.

### Baron van Vaughan
Baron van Vaughan (Frans: Baron de Vaughan; Duits: Baron von Vaughan) is een titel die verleend werd aan Blanche Delacroix, een maîtresse van koning Leopold II met wie hij twee kinderen had. Deze titel werd haar officieus toegekend; er werd nooit een Koninklijk Besluit gepubliceerd dat dit bekrachtigde. Desondanks ging ze door het leven als Blanche, barones van Vaughan.
Enkele dagen voor de dood van koning Leopold II huwde ze met hem in een trouwplechtigheid in articulo mortis zonder officiële status, geleid door een priester. Ze werd daarna voorgesteld als mijn weduwe door de stervende koning.

### Baron van Eppinghoven
Baron van Eppinghoven (Frans: Baron de Eppinghoven; Duits: Baron von Eppinghoven) is een erfelijke adellijke titel die op verzoek van koning Leopold, door de Coburgse regerende hertog Ernst II van Saksen-Coburg en Gotha werd verleend aan Arcadie Claret, de minnares van koning Leopold, en zijn buitenechtelijke kinderen die ontsproten uit zijn relatie met haar.
Uit deze relatie werd twee zonen geboren: Georg en Arthur von Eppinghoven, die de titel baron von Eppinghoven verkregen in 1862. Beide zonen hadden nageslacht en dus kan de titel in principe nog steeds officieus gedragen worden op de dag van vandaag, hoewel de Duitse adeldom officieel is afgeschaft sinds de Weimar Republiek in 1919.